# Читаоница Велико Градиште
Читалиште Велико Градиште основано је у Великом Градишту 27. јануара 1848. године.

## Историјат
Oснивање Читалишта Великог Градишта је, према дописнику Београдског читалишта, као и оснивање многих других читалишта, донело напредак у земљи. Чињеница да поред Београда, и Смедерево, Крагујевац, Неготин, Шабац и Велико Градиште имају читалиште, изражава чињеницу да ће ускоро и у Србији свако село имати библиотеку, где ће људи моћи да читају. Ипак, у архиви нису пронађени записи о Читалишту у Великом Градишту из овог периода. Али нема сумње да је постојало, јер је Велико Градиште велико пристаниште и важан трговачки центар на главном воденом путу па има редовне везе, а вести из овог града су се брзо шириле, па је немогуће да је дописник погрешно информисан.
Из извештаја се види да је читаоница настала 1848. године, можда на дан Св. Саве.
Међутим, први подаци из архиве говоре о читалишту из периода 1872. године, a подаци о раду спомињу годину 1874.
Као и друга читалишта, која су тада основана по осталим градовима Србије, у Градиштанском читалишту су се читале новине, организовале беседе и предавања, као и курсеви описмењавања и рачунања. Др Илија Јовановић је одржао прво јавно предавање 1872. године у Градиштанском читалишту.
Читалиште је доживело и 1881. годину када је поднет извештај кнеза Милоша, а 1880. имало је двадесет осам чланова, од којих су два одустала тако да их је на крају године било двадесет и шест. Чланови су плаћали 12 динара улога годишње. Већ тада није имала ни једно јавно предавање. Године 1880. Читалиште је прва четири месеца радило добро, а следећих три месеца слабије, каснијих месеци никако. На крају је Читалиште остало без новца.
Период од 1967. до 1975. године може се рећи да је време ширења књиге и отварања сеоских библиотечких огранака: Средњево, Мајиловац, Макце, Кисиљево, Кусиће, Царевац и Чешљева бара..

## Приходи и расходи
Читалиште Велико Градиште је у 1874. години имало тридесет три члана која су плаћали по тридесет шест гроша годишње. Тада је имало приход који је износио 4312 гроша и 15 пара чаршијских. Овом приходу су допринеле и редовне улоге и приређене беседе и села. Исте године су расходована 2273 гроша чаршијска за набавку новина и осталих потреба читаонице. Читалиште има 2034 гроша и 15 пара чаршијских готовине и следеће ствари: један велики сто (120 гроша), три мања столова по 48 гроша, деветнаест зелених столица (76 гроша), једно огледало (60 гроша), један дивит са пескаоницом (12 гроша), зелена чоха 4,5 рифа (80 гроша), шест завеса (60 гроша), лењир (4 гроша), три лампе (50 гроша), печат читаонички (50 гроша), једна слика кнеза Михаила и Јулије (6 гроша), једна слика владара (30 гроша), један чардак српске народности (110 гроша), свега 792 горша чаршијска. Потписан је и печат Читалишта, иако није дат његов опис, а на извештајима Читалишта није отиснут.

## Листови
У 1874. години, Читалиште је примало више листова. Ратник је долазио, иако га Читалиште није нити наручивало нити плаћало. 
- Српске новине
- Видело
- Глас Црногорца
- Српски лист
- Српска зора
- Стармали
- Војени лист
- Пестер Лојд
- Исток
- Школа
- Тимок
- Будућност
- Глас јавности
- Застава
- Јавор.

Неко време је од својих чланова добијало још два листа, али кратко време, отприлике 3 месеца: 
- Хришћански весник
- Сељак.

## Највредније књиге Читалишта Великог Градишта
Читалиште је поседовало 69 књига. Године 1880. издато је 9 књига. Касније књиге није ни добијала ни куповала. 
- Обреновићи и српска слобода
- Париз у Америци
- Толдијева старост
- Хиљаду и један дан на Истоку
- Разних Милосављевића песама 12
- Потчињеност женскиња
- Побратимство
- Јаничари
- Граничари
- Слуге желуца
- Неколико чланака из Раденика
- Гајење пољских усева (Радић)
- Покушаји за народно и лично унапређење (Пелагић)
- Србија после Париског мира
- Граничари и Нил Попов назови историк
- Савети цару Јустинијану
- Очеви и деца (Тургењев)
- Гласник СХД XIX - XX, XXIV, XXV
- Путовања од Пелагића